# Ploeren
Ploeren är en kommun i departementet Morbihan i regionen Bretagne i nordvästra Frankrike. Kommunen ligger i kantonen Vannes-Ouest som tillhör arrondissementet Vannes. År 2022 hade Ploeren 6 781 invånare.

## Befolkningsutveckling
Antalet invånare i kommunen Ploeren
| Referens: INSEE |